# Aisha Sultan Begum
Aisha Sultan Begum (in persiano عائشه سلطان بیگم‎; fl. 1499 - 1503) è stata una principessa mongola, regina consorte di Fergana e Samarcanda come moglie di Babur, che nel 1526 sarebbe divenuto il fondatore e il primo sovrano dell'Impero Moghul.

## Biografia
Aisha Sultan Begum era la terza figlia di Ahmed Mirza, sultano di Samarcanda e principe timuride, e della sua consorte Qatak Begum. 
Nel 1488, a Samarcanda, ancora infante, fu fidanzata con suo cugino di cinque anni Babur, figlio di Umar Shaikh Mirza II, fratello di suo padre, e di Qutlugh Nigar Khanum, sorella della moglie principale di suo padre, Mihr Khanum. Il matrimonio avvenne nel 1499 a Khojand, e l'anno seguente Aisha si trasferì a Fergana, dove suo marito regnava. 
Il matrimonio si rivelò difficile. Lo sposo, ancora sedicenne, apprezzava Aisha ma si mostrava poco interessato a lei, tanto da visitarla solo una o due volte al mese, per poi, dopo circa un anno, abbandonarla del tutto. 
Nelle sue memorie (Baburnama), Babur scrisse: "Sebbene non fossi maldisposto verso di lei, era il mio primo matrimonio e, per modestia e timidezza, visitavo il suo letto solo una volta ogni quindici o venti giorni". 
A quel punto intervenne la madre di Babur, che rammendò al figlio i suoi doveri dinastici e lo obbligò a visitare Aisha regolarmente finché lei non rimase incinta. Nel 1501, partorì una bambina, con grande gioia di Babur, ma la neonata visse solo un mese prima di morire. 
Con la morte della figlia, la relazioni fra Babur e Aisha, che era diventata più stretta durante la gravidanza, si sgretolò e nel 1503 Aisha lasciò Babur per tornare alla sua casa paterna, obbligando quest'ultimo a ripudiarla. Nelle sue memorie, lui attribuisce la fine del suo matrimonio alla sorella maggiore di Aisha, Rabia Sultan Begum, che avrebbe manipolato la sorella per convincerla a divorziare. 

## Discendenza
Aisha diede a Babur una sola figlia:
- Fakhrunnissa Begum (1501 - 1501, nata e morta a Samarcanda). Morì dopo appena quaranta giorni, con grande dolore del padre.